# Oussama Haddadi
Oussama Haddadi (28 de janeiro de 1992) é um futebolista tunisino que joga pelo Dijon.

## Carreira
Foi convocado para defender a Seleção Tunisiana de Futebol na Copa do Mundo de 2018.